# 十三妹 (絵物語)
『十三妹』（しいさんめい）は、山川惣治による日本の絵物語。『月刊小説王』（角川書店）第1号（1983年（昭和58年）9月）から第15号（1984年（昭和59年）11月）に連載された。著者にとっては『少年バーバリアン』以来16年ぶりの復帰作であったが、掲載誌の休刊で中断、その後、著者の死去で未完に終わった。
主人公の十三妹は中国語文化圏では非常に有名なキャラクター。これに山川は奔放な脚色を加えて独自の世界観を作り上げている。

## あらすじ
清は乾隆帝の時代。嵩山少林寺の僧白道老師は自らの衣鉢を継ぐものをたずねて中国全土を放浪していた。西安に差し掛かったある日、暴れ馬が幼子を蹄に掛けようとしているのに遭遇する。とっさに懐中の鉄玉を打出す白道。しかしその鉄玉より速く暴れ馬の蹄の下より幼子を救い出した少女があった。白道はこの勇気ある少女に自らの武術と学問の全てを傾注することを決意する。彼女こそ石何紀将軍が一子、玉鳳、のちに輩下千人と謳われる美女英雄十三妹その人である。
本作品では1巻の大半を使って十三妹の生い立ちと修行時代に光を当てている。“主人公の超人的能力は血のにじむような努力の賜物である”という山川作品に通底したテーマを見ることが出来る。反して十三妹の冒険譚は、作者の死去により尻切れトンボとなっている。

## 登場人物

### 十三妹一行
十三妹（玉鳳）
本編の主人公。手の付けられないお転婆だったが白道老師との出会いでその才能を開花させ、17歳にして印可を授かる。霊感があり、重要な局面になると他人には見えない銀色の飛行物体が現れる。幸せな少女時代を過ごしたが、紀献唐の謀略で西安を追われ、母親と2人で逃避行の旅に出る。
石何紀（シーホーキ）
十三妹の父親。漢軍八旗黄正旗軍の将軍で紀献唐の副将。武勇実直の士ゆえに紀献唐に疎まれ、謀叛の罪を着せられて非業の死を遂げる。
玉麗
十三妹の母親。尚王の血筋。子が授からないのを悩み龍頭観音に願をかけ、胎内に白龍が入る夢を見て玉鳳を身ごもる。無実の罪で西安を追われ、逃避行のさなか悪霊に毒息を吹きかけられ3日の命と宣告される。
孫三（ソンサン）
市で盗みを働いていた浮浪児。つかまって打ち殺されるところを十三妹に救われる。以来十三妹親子と旅を共にする。身が軽く、十三妹から武術を仕込まれる。

### 紀献唐
紀献唐
乾隆帝の信任厚く、青海地方の叛乱平定を命じられる。平定後、奮戦したのは副将の石何紀であったにも拘らず全て自分の手柄にした上、賄賂を取り重税を課し王族のような暮らしを始める。事実を都に報告しようとした石何紀を謀殺する。
紀多文
紀献唐の三男。女好きで傍若無人。紅燕が池の主に襲われるところを喜んで見物していた冷血漢。十三妹を我が物にしようとして断られ、恨みを抱く。
夏雲銘
石何紀の参謀。副将昇格を見返りに、石何紀の訴状を握りつぶし十三妹一家を陥れる。

### 三悪狼
金狼悪奴
三悪狼の長男で盗賊団の首領。襲う前に家の屋根に三悪狼の旗を掲げ恐怖を煽り、襲った村は幼児まで皆殺しにする。十三妹と対決し奇襲で追い詰めるも、左腕に傷を負い辛くも逃げ出す。
黒狼万奴
三悪狼の次男。単細胞の腕自慢。十三妹に斬られる。
白狼元奴
三悪狼の三男。上2人とは腹違いの兄弟。単なる盗賊ではなく、強敵と立ち合いたいという望みを持ち、勇敢に闘って傷ついた張文英に止めを刺すことを良しとしなかった。

### 白龍星
龍円
白銀の飛行物体（宇宙船）の中にいる白髪白髯の老人。実は地球から遠く離れた白龍星の長老で、地球が核戦争で滅んだ惑星“R”のようにならないように救世主“十三妹”を遣わした。
チェンラン
犬ほどの大きさの白龍。人語を話し、常人の目には見えない。龍円のメッセンジャーで十三妹の危難に現れる。動くときに「カタ、カタ」と機械音がする。

### その他
白道
十三妹の師匠。嵩山少林寺で40年修行した旅の僧で白龍の幻に導かれて8歳の十三妹と出会う。以来9年間十三妹を教導し、17歳の誕生日、濡紙の上を足跡を着けずに歩くことに成功した十三妹に印可を授けて飄然と去る。
小梅（シャオメイ）、
十三妹の乳母。玉麗の身代わりとなって姪の李麗と共に紀献唐に捕縛される。
李麗（リリー）
小梅の姪で十三妹と同じ歳。玉麗付きの小間使いとして仕えていたが、十三妹の衣装を身につけ身代わりに捕縛される。
謝紅燕
西安第一の舞姫。胡人の一族。華清池での月見の宴の際、巨大な池の主に襲われたところを十三妹に救われる。紀献唐親子は喜んで見物していたのに、十三妹が命がけで救ってくれたのを恩義に感じ、十三妹逃亡に手を貸す。
張文英
柳安という村の地主。三悪狼に村が狙われ、偶然出会った十三妹に助けを求める。謹厳、温情で村を守るため勇敢に闘う。
悪霊
金色の狼の頭をした巨大な正体不明の怪物。左腕がない。夜な夜な十三妹の周囲に現れる。十三妹の持つ日本刀“白龍天”の霊力で十三妹には近づけないが、母玉麗に毒息を吹きかけあと3日の命だと言い残す。
銀雷
十三妹の愛馬。異次元の荒野で虎に狙われていたところを十三妹に救われる。普段は灰色のみすぼらしい馬だが、十三妹が呼びかけると白銀の霊馬に変貌する。
チグリ
異次元の荒野に住む小人の王。身長は他の小人が1m程なのに対して1m30cm程とやや大きい。銀雷を我が物にしようとしていたが、十三妹に横取りされたのを怒り追ってくる。ハゲ頭に太鼓腹。なぜかテンガロンハットのような帽子をかぶっている。
白龍天
十三妹の黄金作りの愛刀。十三妹が池の主を倒したとき、銀龍と共に父石何紀から授けられた。石家の家宝で、曽祖父が日本の倭寇と闘った際、自刃した敵将から贈られた相州伝五郎正宗である。
銀龍
白龍天と同時に十三妹に授けられた石家伝来の家宝。銀色の弾弓で弦は鋼、矢ではなく鉄丸を打ち出す。石何紀と十三妹以外に引くことが出来る者はいない。

## 刊行
- 第1巻 龍の章 角川書店 1985年（昭和60年）12月
- 第2巻 虎の章 角川書店 1985年（昭和60年）12月